# Louis Homilius

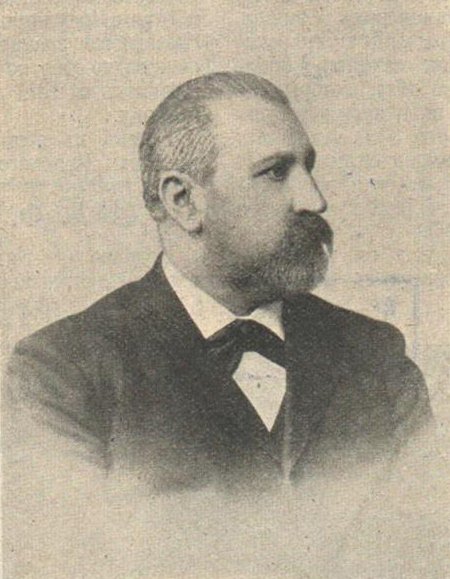
Louis Homilius

Louis Homilius (auch Ludwig oder Lui Homilius; russisch Людвиг Фридрихович (Луи Фёдорович) Гомилиус; * 25. Mai 1845 in Sankt Petersburg; † 27. Dezember 1908 ebenda) war ein deutschstämmiger Organist, Cellist und Dirigent in Sankt Petersburg.

## Leben und Musik
Der Vater von Louis Homilius, Friedrich Christian Homilius (1813–1902), stammte aus Sachsen und war ein Virtuose für Violoncello und Horn. Er war ein Verwandter des berühmten sächsischen Komponisten und Organisten Gottfried August Homilius (1714–1785). 1838 siedelte Friedrich Christian Homilius mit seiner Familie in die russische Hauptstadt Sankt Petersburg um.
Dort trat der Sohn Louis Homilius in die musikalischen Fußstapfen seines Vaters. Er studierte bis 1865 bei Anton Rubinstein und danach bis 1868 bei Karl Dawidow. Anschließend war er von 1868 bis 1872 an der Kaiserlichen Oper als Cellist beschäftigt.
Als Nachfolger des ebenfalls deutschstämmigen Heinrich Stiehl (1829–1886) wurde Louis Homilius Professor am Sankt Petersburger Konservatorium. Dort vertrat er das Fach Orgel. Während seiner Lehrtätigkeit holte Homilius zahlreiche angehende Musiker und Komponisten aus dem Baltikum nach Sankt Petersburg, wie unter anderem Artur Kapp, Rudolf Tobias, Peeter Süda, Miina Härma, Mart Saar, Otto Hermann.
Louis Homilius war der Bruder des Komponisten und Organisten der reformierten Kirche in Sankt Petersburg, Constantin Homilius (1840–1918).